# Runowo Krajeńskie

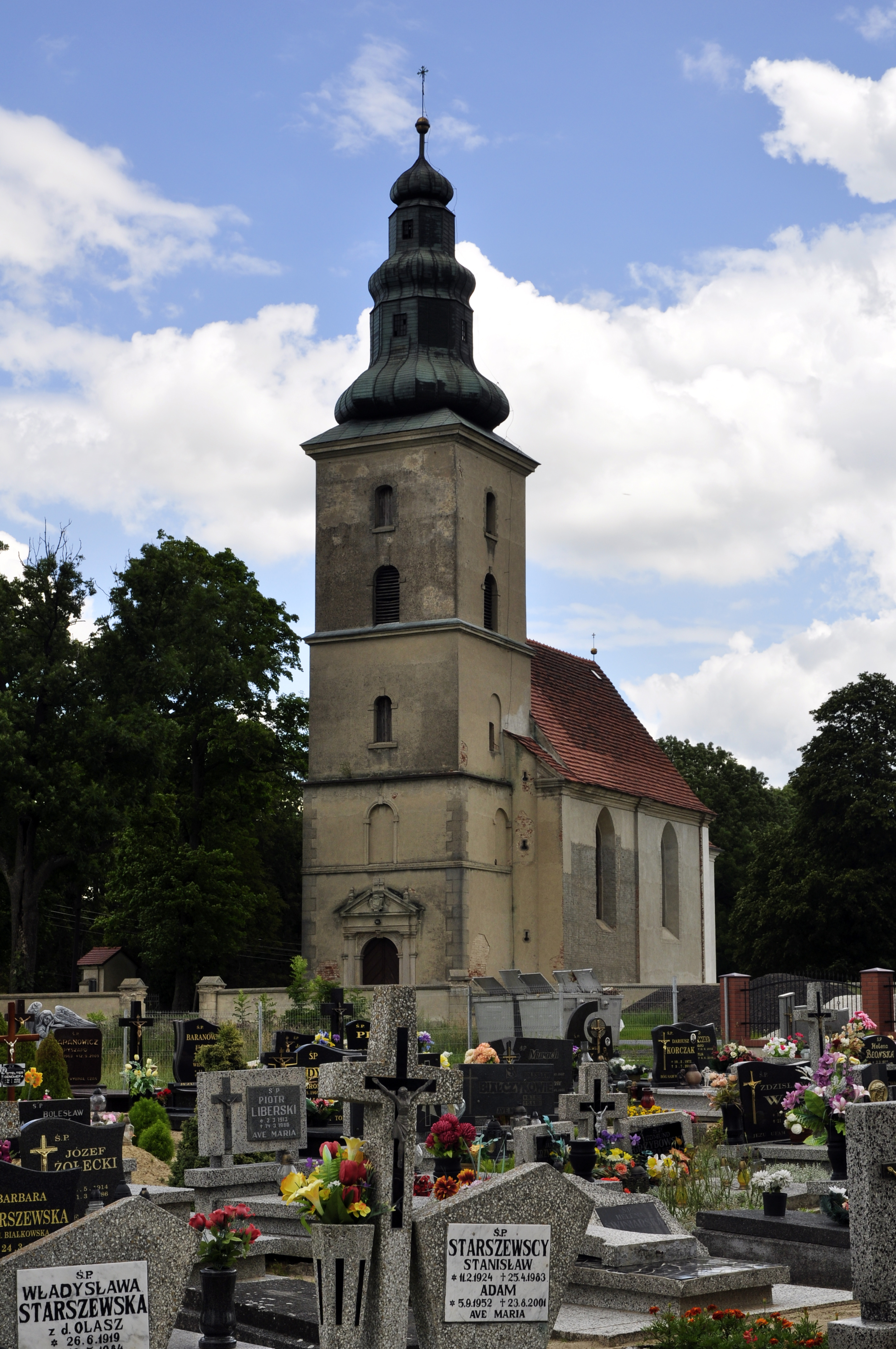
Kościół pw. Trójcy Świętej z XVII w.

Runowo Krajeńskie – wieś krajeńska w Polsce położona w województwie kujawsko-pomorskim, w powiecie sępoleńskim, w gminie Więcbork.
W latach 1975–1998 miejscowość administracyjnie należała do województwa bydgoskiego. Według Narodowego Spisu Powszechnego (2011) liczyła 877 mieszkańców. Jest drugą co do wielkości miejscowością gminy Więcbork. Przez miejscowość przepływa Orla, rzeka dorzecza Warty. Wieś położona przy jeziorach Runowskim Dużym i Runowskim Małym.

## Części wsi
| SIMC    | Nazwa          | Rodzaj    |
| ------- | -------------- | --------- |
| 0099889 | Runowo-Kolonia | część wsi |
| 0099895 | Runowo-Młyn    | część wsi |

## Początki

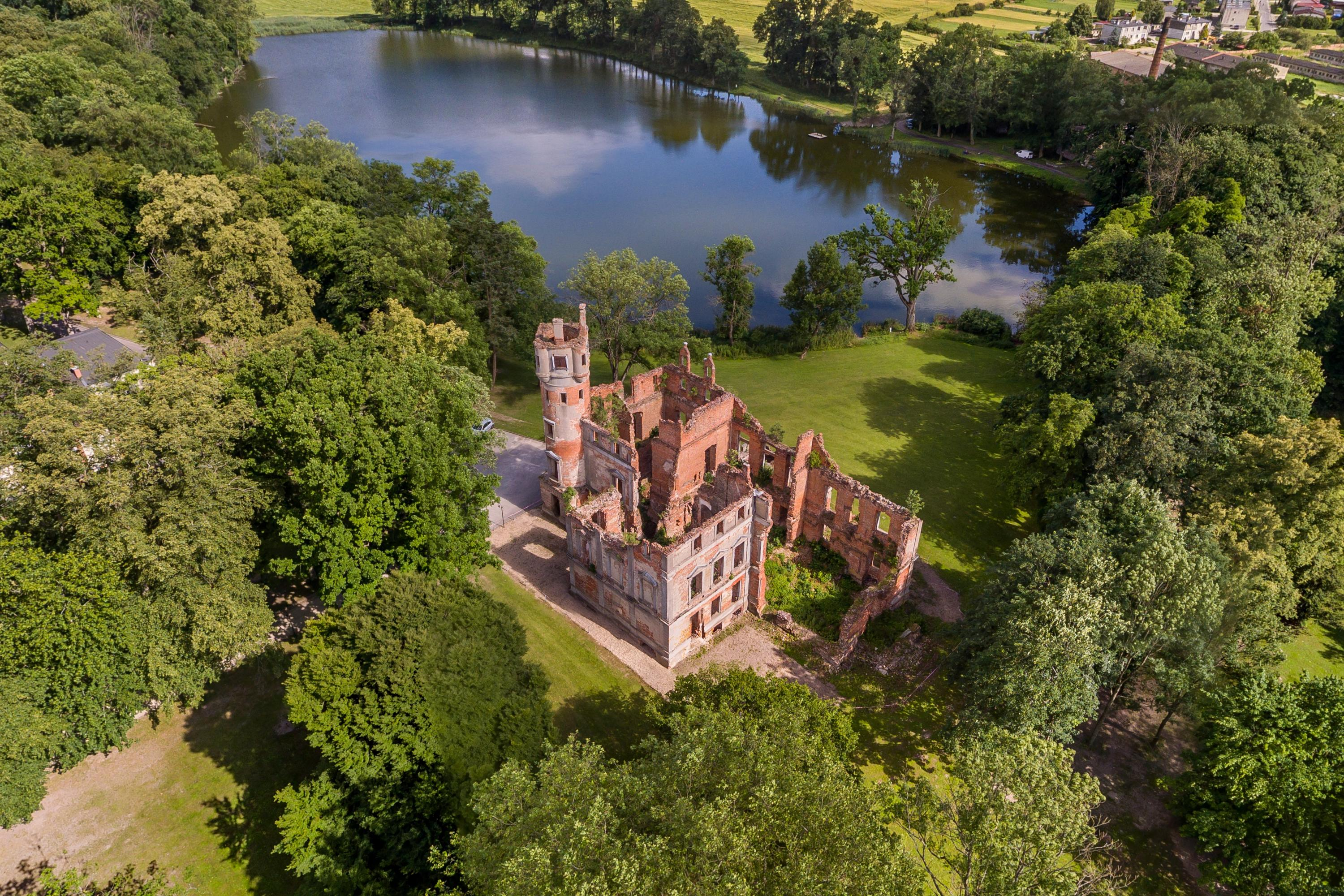
Ruiny pałacu z lotu ptaka

Najstarsze zapisy z 1325 r. informują, że Runowo należało do cystersów z Byszewa. Potem miejscowość przeszła w ręce rodziny Orzelskich. Fundatorem renesansowego dworku w Runowie z przełomu XVI/XVII w. był Jan Orzelski. Najmłodsza jego córka – Izabela została żoną Mikołaja Działyńskiego, podkomorzego dobrzyńskiego. W ten sposób Runowo przeszło w późniejszym okresie w posiadanie Działyńskich.
Od 1660 r. w Runowie istnieje rzymskokatolicka parafia Świętej Trójcy.

## Szkolnictwo

### Zabór pruski
Historia szkoły podstawowej w Runowie Krajeńskim sięga XIX wieku – okresu kiedy tereny Krajny były pod zaborem pruskim. Do wybuchu I wojny światowej językiem wykładowym był niemiecki. Istniały dwie szkoły:
- I oddział – mieścił się w miejscu obecnej szkoły
- II oddział – mieścił się w miejscu obecnego przedszkola.

### XX-lecie międzywojenne
Zaraz po wojnie istniała szkoła rzymskokatolicka, a później powszechna. Od roku 1918 aż po II wojnę światową kierownikiem szkoły był działacz społeczno-kulturalny wsi Jan Figurski. Szkoła tego okresu to nauczanie polsko-niemieckie. Liczba uczniów w tych latach wahała się w granicach 180-190.

### II wojna światowa
W pierwszych dniach okupacji kierownikiem szkoły z polecenia władz hitlerowskich został Rudolf Schmidt, który prowadził w szkole zaciętą hitleryzację i germanizację. Do szkoły mogli uczęszczać tylko ci, którzy urodzili się na Pomorzu, pozbawione nauki były dzieci ludzi przybyłych z Kongresówki. Polacy w czasie okupacji uczyli się w budynku obecnego przedszkola, natomiast Niemcy w budynku obecnej szkoły. W roku 1945 szkoła zamieniła się w szpital polowy Armii Czerwonej.

### Czasy polskie
11 kwietnia 1945 roku młodzież polska na nowo zaczęła uczyć się w języku. W dniu otwarcia placówki zgłosiło się 146 ochotników. Były to dzieci w wieku 7–15 lat. Po zbadaniu poziomu umysłowego podzielono dzieci na cztery klasy.
W styczniu 1951 spalił się budynek szkoły. Z powodu zaistniałych trudności dzieci uczyły się w budynku obecnego przedszkola. W tym okresie w szkole odbywały się uroczystości zgodne z panującym wówczas ustrojem, promujące przyjaźń polsko-radziecką. Około roku 1960 uczęszczało do szkoły 130 dzieci, w tym uczniowie dochodzący z Borzyszkowa do klas VI–VII. Zorganizowano szkołę dla pracujących stopnia podstawowego. Rozpoczęto starania o przywrócenie budynku resortowi oświaty. Po roku 1966 podjęto prace przy rozbudowie szkoły. W pracach pomagali rodzice, społeczeństwo i młodzież szkolna. Już 2 września 1967 dokonano uroczystego otwarcia nowego budynku szkoły. Przeprowadzano liczne zawody szkolne i międzyszkolne. Zapraszano do szkoły teatrzyki, organizowano koncerty Filharmonii Bydgoskiej. Rozwinięte były dość powszechne czyny społeczne: sadzenie drzewek i krzewów, budowa stacji kolejowej PKP w Borzyszkowie, drogi z Borzyszkowa do Czarmunia.
25 kwietnia 2003, zgodnie z uchwałą Rady Miejskiej w Więcborku, nadano szkole imiona Elżbiety i Jana Orzelskich.

## Zabytki

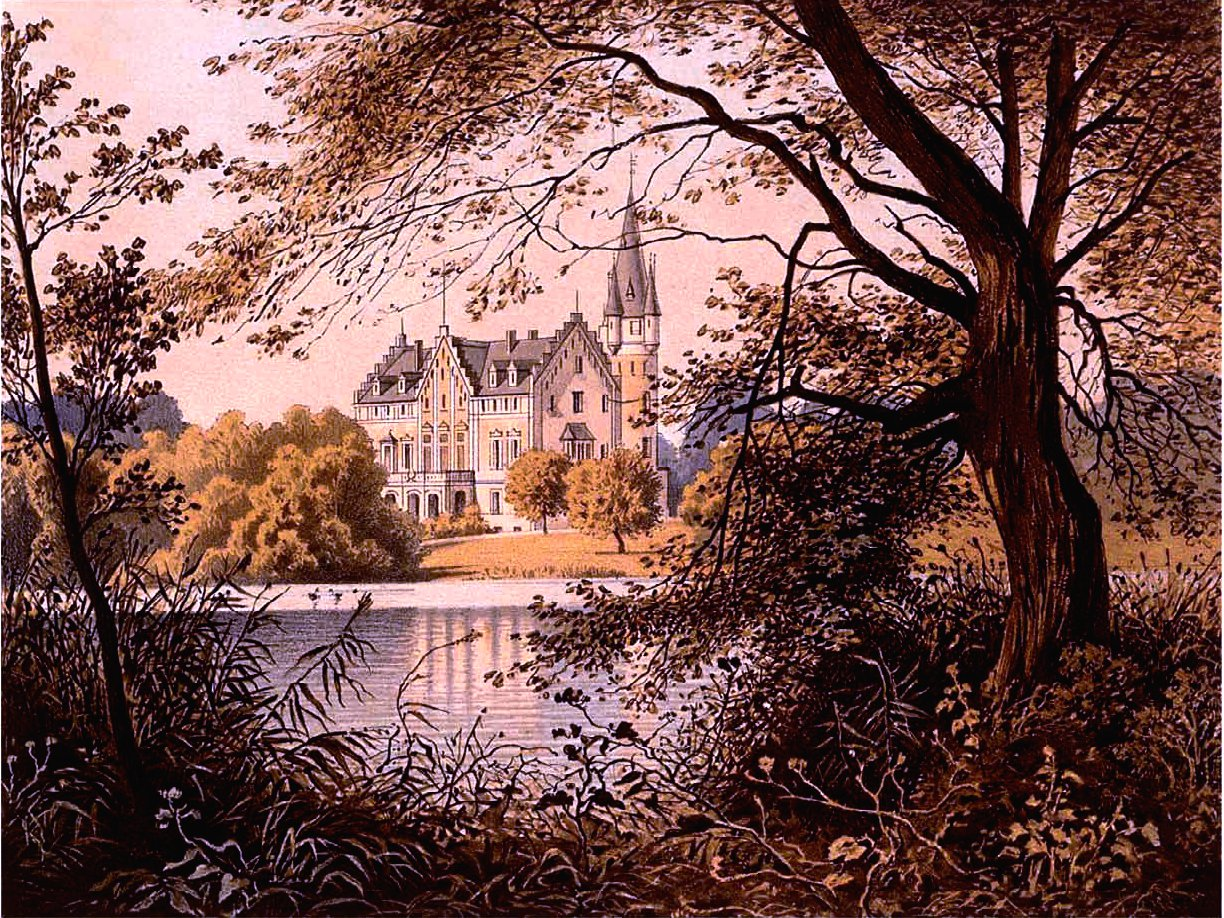
Pałac w 2. połowie XIX w.

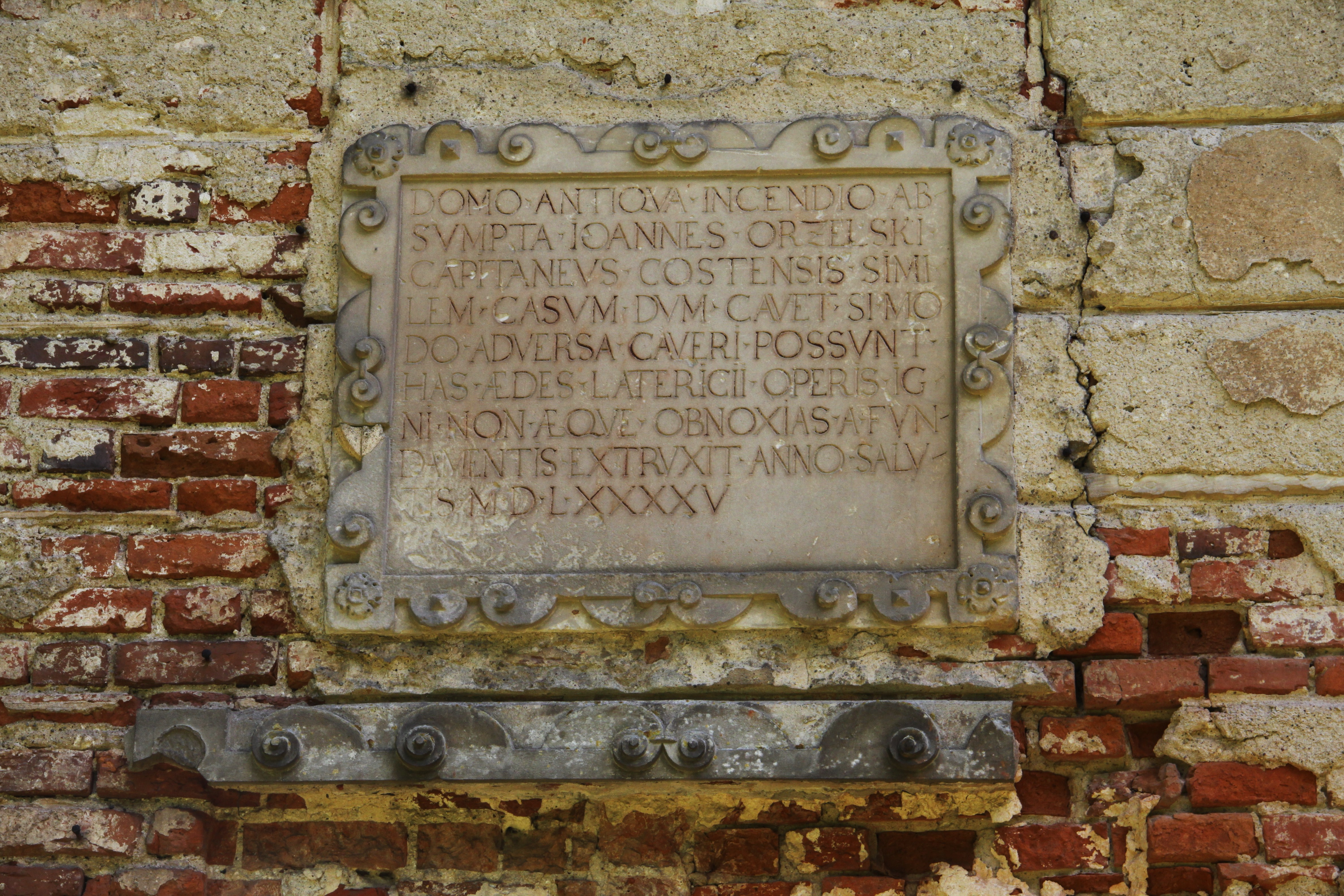
Tablica erekcyjna zamku Jana Orzelskiego z 1595 roku, na gruzach którego powstał pałac około 1860 roku

- Ruiny pałacu zbudowanego w 1595 r. przez Jana hr. Orzelskiego, następnie przebudowanego w 1860 r. na styl neorenesansowy. Zespół pałacowo-parkowy wraz z jeziorem Runowskim Mniejszym ma powierzchnię 18 ha. Obecnie teren jest własnością prywatną, a nieopodal ruin znajduje się ekskluzywny hotel i restauracja.
- Kościół rzymskokatolicki pw. Trójcy Świętej z lat 1606–1607, w stylu późnego renesansu.
- Pałac Prezydenta II RP Ignacego Mościckiego z 1912 r.